# Under the Black Eagle

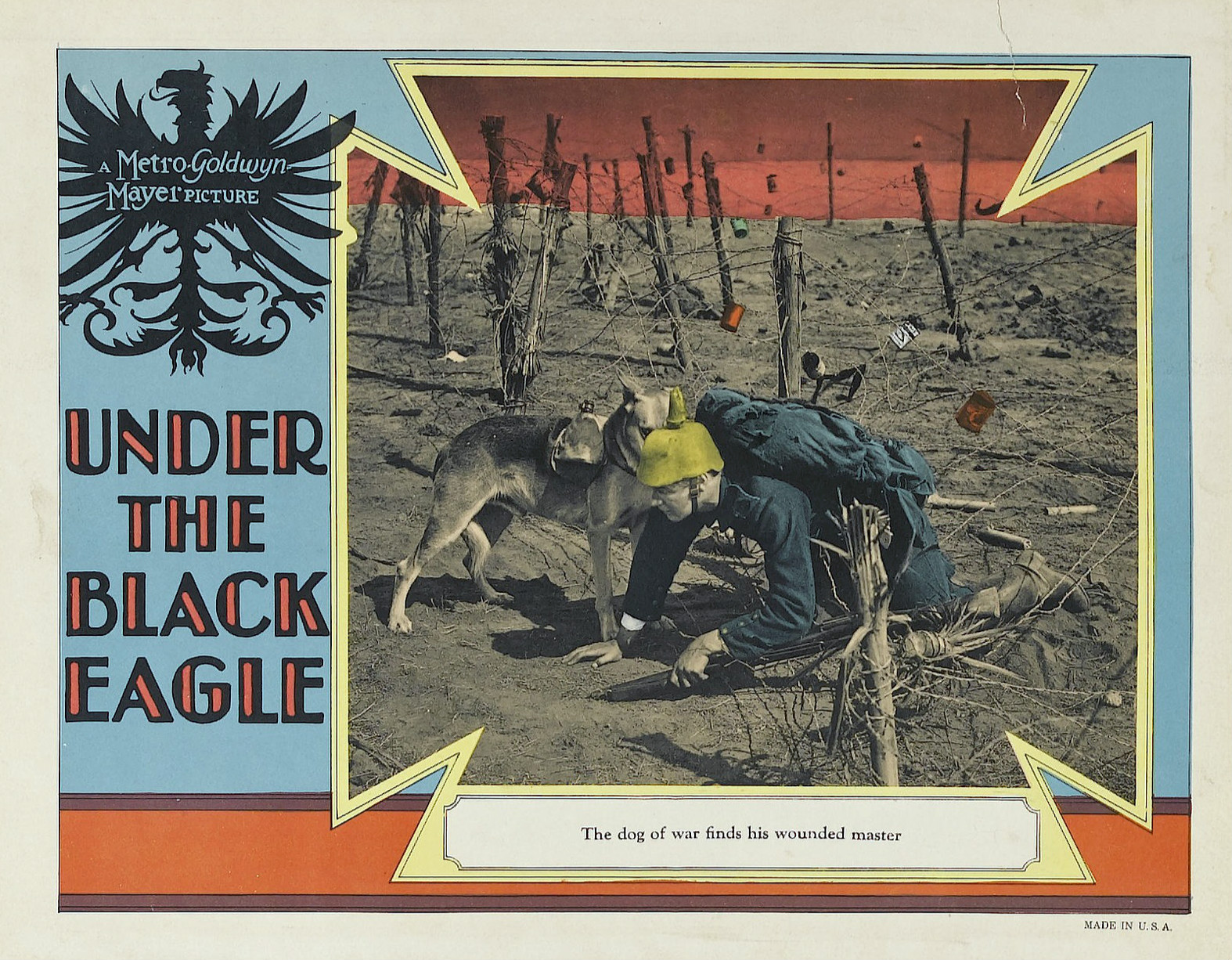
Carte promotionnelle du film

Under the Black Eagle est un film américain réalisé par W. S. Van Dyke et sorti en 1928.

## Synopsis
L'action se déroule pendant la première Guerre mondiale. Le jeune artiste allemand Karl von Zorn est un pacifiste, enrôlé de force dans l'armée, devant laisser sa bien-aimée et son chien à la maison. Alors qu'il est blessé sur le champ de bataille, son chien le retrouve et lui sauve la vie.

## Fiche technique
- Réalisation : W. S. Van Dyke
- Scénario : Bradley King, Madeleine Ruthven d'après une histoire de Norman Houston
- Production : Metro-Goldwyn-Mayer
- Photographie : Hendrik Sartov
- Montage : Ben Lewis
- Genre : Drame, guerre
- Durée : 6 bobines[1]
- Date de sortie : 24 mars 1928

## Distribution
- Ralph Forbes : Karl von Zorn
- Marceline Day : Margareta
- Bert Roach : Hans Schmidt
- William Fairbanks : Ulrich Muller
- Marc McDermott : Col. Luden
- Flash the Dog : Prinz